# Jacek Jarząbek
Jacek Jarząbek (ur. 1968) – urzędnik państwowy, w latach 2008–2016 zastępca Głównego Geodety Kraju, w 2012 p.o. Głównego Geodety Kraju.

## Życiorys
Pracował początkowo jako wicedyrektor, a następnie dyrektor Departamentu Ewidencji Gospodarstw w Agencji Restrukturyzacji i Modernizacji Rolnictwa. 1 sierpnia 2008 zatrudniony jako radca prezesa Głównego Urzędu Geodezji i Kartografii. 21 sierpnia tego samego roku powołany na zastępcę Głównego Geodety Kraju. 14 lutego 2012 po dymisji Jolanty Orlińskiej przejął tymczasowo jej obowiązki. 14 czerwca przekazał je Kazimierzowi Bujakowskiemu. 31 sierpnia 2016 odwołany z funkcji zastępcy GGK.
Po odwołaniu z funkcji pracował w grupie kapitałowej Sygnity, w 2017 był wiceprezesem wchodzącej w skład tej grupy Geomar SA. Później pracował m.in. w NASK-PIB jako kierownik zespołu Architektury Informacyjnej Państwa. W kwietniu 2024 objął stanowisko wiceprezesa PGW Wody Polskie.